# Rumeni narcis
Rumeni narcis (znanstveno ime Narcissus pseudonarcissus) je 20-45 cm visoka rastlina, ki ima lahko bele ali rumene cvetove. Cvetovi so podobni makovim, le da so nekoliko bolj nagubani in večji. Ima tudi privenček. Cveti od pomladi do jeseni. Njeno 6-kotno steblo je temnozelene barve in je votlo. Na dotik je usnjeno. Listi so suličaste oblike in ne rastejo iz stebla, temveč iz čebulice. Raste na travniku, najbolj pa je razširjena po Evropi in Aziji.
Znanstveno ime izvira iz grščine: grški bog Narcisa, ki je tako občudoval svojo lepoto, da se je spremenil v cvetlico, imenovano narcissus. To ime je grško, slovensko pa je narcisa.
Uporabljajo se za okras, so pa tudi simbol velike noči.